# Matthias Rudolf Toma
Matthias Rudolf Toma (* 10. Februar 1792 in Wien; † 12. Juni 1869 ebenda) war ein österreichischer Maler und Lithograf des Biedermeier.

## Leben
Toma war der Sohn eines Viehhändlers und Fleischhauers. Er studierte an der Wiener Akademie. Als einer der ersten befasste er sich mit der damals neuen Technik der Lithografie. 1818–1830 lebte er in Schaffhausen, wo er eine eigene Firma als Kunsthändler und Lithograf unterhielt. Nach seiner Rückkehr nach Wien war er hier mit Ferdinand Georg Waldmüller eng befreundet.

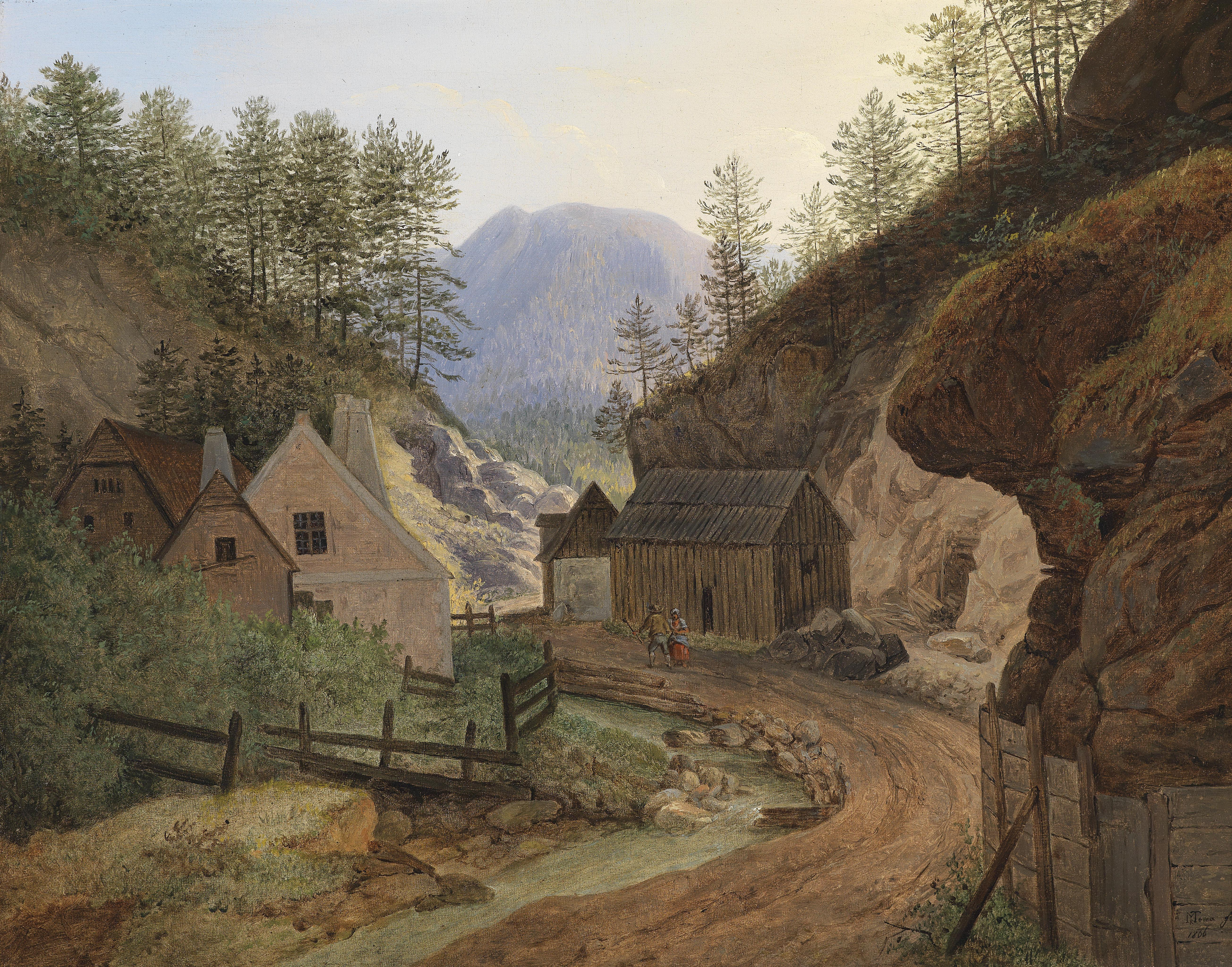
Mühle bei Schottwien (1866)

## Werke
Toma war Genre-, Porträt-, vor allem aber Landschaftsmaler in der Zeit des Wiener Biedermeier. Besondere Bedeutung gewann er durch seine lithografischen Arbeiten, in denen er die neue Technik für die Landschaftsdarstellung nutzte. In seinen späteren Jahren ist der Einfluss von Ferdinand Georg Waldmüller auf ihn bestimmend, indem er Landschaften schuf, die denen Waldmüllers sehr ähneln. Die Motive für seine Bilder suchte er vornehmlich in der Nähe Wiens und in den Donauauen.
- Felspartie bei Schottwien (Wien, Österreichische Galerie Belvedere), 1831, Öl auf Holz
- Schneeberglandschaft mit Kohlenmeiler (St. Pölten, Niederösterreichisches Landesmuseum, Inv. Nr. A 45/79), 1839, Öl auf Holz
- Das Wasserhammerhaus bei Hirschwang mit Blick auf den Schneeberg (St. Pölten, Niederösterreichisches Landesmuseum), 1844